# Сорйонен
Со́рйонен (фин. Sórjonen, англ. Bordertown) — финский детективный сериал, созданный Миикко Ойкконеном, с Вилле Виртаненом в главной роли детектива-инспектора Отдела по расследованию тяжких преступлений полиции города Лаппеенранты. Премьера первого сезона в Финляндии состоялась 16 октября 2016 года на телеканале YLE TV1. Премьера второго сезона состоялась 7 октября 2018 года. Съёмки третьего сезона стартовали зимой 2018/2019 года, а премьера намечена на осень 2019 года. Все эпизоды сериала доступны для просмотра на сайте телеканала YLE Areena и на Netflix.

## Сюжет
Кари Сорйонен (Вилле Виртанен) — один из самых уважаемых сотрудников Национального бюро расследований Финляндии. Его жена Паулина (Матлена Куусниеми) восстанавливается после курса лечения опухоли мозга, и Кари решает больше времени уделять семье. Он переводится на новую работу в Отдел по расследованию тяжких преступлений (сокр. VARE) полиции города Лаппеэнранта. Вместе с Паулиной и их дочерью Яниной (Оливия Аинали) они переезжают в этот небольшой город на границе Финляндии и России, чтобы начать новую спокойную жизнь. Но жизнь здесь оказывается далеко не такой спокойной, как планировал Кари.

## Актёрский состав

### В главных ролях
| Актёр              | Роль                                         |
| ------------------ | -------------------------------------------- |
| Вилле Виртанен     | инспектор Ка́ри Со́рйонен                      |
| Матлеена Куусниеми | Па́улина Со́рйонен, жена Кари Сорйонена        |
| Оливия Аинали      | Я́нина Со́рйонен, дочь Кари и Паулины Сорйонен |
| Ану Синисало       | детектив-констебль Ле́на Я́аккола              |
| Ленита Суси        | Ка́тя Я́аккола, дочь Лены Яаккола              |
| Илкка Вилли        | детектив-констебль Ни́ко У́уситало             |
| Кристиина Халтту   | детектив-суперинтендант Та́йна Пе́рттула       |

## Эпизоды

### Сезон 1
| #  | Код эпизода | Название эпизода                                       | Режиссёр        | Сценаристы                               | Премьера        | Аудитория [a] | Аудитория (всего) [b] |
| -- | ----------- | ------------------------------------------------------ | --------------- | ---------------------------------------- | --------------- | ------------- | --------------------- |
| 1  | S01E01      | Кукольный домик, часть 1 (фин. Nukkekoti, osa 1)       | Миикко Ойкконен | Атро Лахтела, Матти Лаине, Антти Песонен | 16 октября 2016 | 867 000       | 1 325 000             |
| 2  | S01E02      | Кукольный домик, часть 2 (фин. Nukkekoti, osa 2)       | Миикко Ойкконен | Атро Лахтела, Матти Лаине, Антти Песонен | 23 октября 2016 | 713 000       | 1 092 000             |
| 3  | S01E03      | Кукольный домик, часть 3 (фин. Nukkekoti, osa 3)       | Миикко Ойкконен | Атро Лахтела, Матти Лаине, Антти Песонен | 30 октября 2016 | 617 000       | 1 032 000             |
| 4  | S01E04      | Стрекозы, часть 1 (фин. Sudenkorennot, osa 1)          | Йюри Кяхёнен    | Матти Лаине, Атро Лахтела, Антти Песонен | 6 ноября 2016   | 644 000       | 1 012 000             |
| 5  | S01E05      | Стрекозы, часть 2 (фин. Sudenkorennot, osa 2)          | Йюри Кяхёнен    | Матти Лаине, Атро Лахтела, Антти Песонен | 13 ноября 2016  | 603 000       | 930 000               |
| 6  | S01E06      | Ярость, часть 1 (фин. Raivotar, osa 1)                 | Йюри Кяхёнен    | Антти Песонен, Матти Лаине, Атро Лахтела | 20 ноября 2016  | 523 000       | 847 000               |
| 7  | S01E07      | Ярость, часть 2 (фин. Raivotar, osa 2)                 | Йюри Кяхёнен    | Антти Песонен, Матти Лаине, Атро Лахтела | 27 ноября 2016  | 489 000       | 820 000               |
| 8  | S01E08      | Женщина в озере, часть 1 (фин. Nainen järvessä, osa 1) | Йуусо Сюрья     | Атро Лахтела, Антти Песонен, Матти Лаине | 4 декабря 2016  | 431 000       | 819 000               |
| 9  | S01E09      | Женщина в озере, часть 2 (фин. Nainen järvessä, osa 2) | Йуусо Сюрья     | Атро Лахтела, Антти Песонен, Матти Лаине | 11 декабря 2016 | 478 000       | 744 000               |
| 10 | S01E10      | Конец игры, часть 1 (фин. Loppupeli, osa 1)            | Йуусо Сюрья     | Антти Песонен, Атро Лахтела, Матти Лаине | 18 декабря 2016 | 568 000       | 861 000               |
| 11 | S01E11      | Конец игры, часть 2 (фин. Loppupeli, osa 1)            | Йуусо Сюрья     | Антти Песонен, Атро Лахтела, Матти Лаине | 25 декабря 2016 | 499 000       | 869 000               |

### Сезон 2
| #  | Код эпизода | Название эпизода                                                           | Режиссёр                  | Сценаристы                     | Премьера        | Аудитория [a] | Аудитория (всего) [b] |
| -- | ----------- | -------------------------------------------------------------------------- | ------------------------- | ------------------------------ | --------------- | ------------- | --------------------- |
| 12 | S02E01      | Упражнение для пяти пальцев, часть 1 (фин. Viiden sormen harjoitus, osa 1) | Йюри Кяхёнен              | Миикко Ойкконен                | 7 октября 2018  | 598 000       | 849 000               |
| 13 | S02E02      | Упражнение для пяти пальцев, часть 2 (фин. Viiden sormen harjoitus, osa 2) | Йюри Кяхёнен              | Миикко Ойкконен, Паула Мононен | 14 октября 2018 | 457 000       | 684 000               |
| 14 | S02E03      | Весенний ритуал, часть 1 (фин. Kevätuhri, osa 1)                           | Йюри Кяхёнен, Йуусо Сюрья | Паула Мононен, Миикко Ойкконен | 21 октября 2018 | 439 000       | 689 000               |
| 15 | S02E04      | Весенний ритуал, часть 2 (фин. Kevätuhri, osa 2)                           | Йюри Кяхёнен, Йуусо Сюрья | Паула Мононен, Миикко Ойкконен | 28 октября 2018 | 419 000       | 635 000               |
| 16 | S02E05      | Колыбель для кошки, часть 1 (фин. Kissan kehto, osa 1)                     | Йуусо Сюрья               | Антти Песонен, Миикко Ойкконен | 4 ноября 2018   | 501 000       | 700 000               |
| 17 | S02E06      | Колыбель для кошки, часть 2 (фин. Kissan kehto, osa 2)                     | Йуусо Сюрья               | Антти Песонен, Миикко Ойкконен | 11 ноября 2018  | 465 000       | 663 000               |
| 18 | S02E07      | Кровавая дева, часть 1 (фин. Verenneito, osa 1)                            | Йуусо Сюрья               | Миикко Ойкконен                | 18 ноября 2018  | 475 000       | 686 000               |
| 19 | S02E08      | Кровавая дева, часть 2 (фин. Verenneito, osa 2)                            | Йуусо Сюрья               | Миикко Ойкконен                | 25 ноября 2018  | 427 000       | 653 000               |
| 20 | S02E09      | Без тени, часть 1 (фин. Varjoa vailla, osa 1)                              | Йюри Кяхёнен              | Миикко Ойкконен, Паула Мононен | 2 декабря 2018  | 379 000       | 574 000               |
| 21 | S02E10      | Без тени, часть 2 (фин. Varjoa vailla, osa 2)                              | Йюри Кяхёнен              | Миикко Ойкконен, Паула Мононен | 9 декабря 2018  | 454 000       | 752 000               |

[a] Зрительская телеаудитория в день премьеры (по данным Finnpanel).
[b] Зрительская аудитория с учётом премьерного показа, повторов и просмотров эпизода на сайте телеканала YLE Areena в течение семи дней после премьеры (по данным Finnpanel).

## Награды
В 2017 году сериал был удостоен премии Финской телеакадемии (фин. Televisioakatemia ry) «Золотая Венла» (фин. «Kultainen Venla») в номинациях лучший драматический сериал, лучший актёр (Вилле Виртанен), лучшая актриса (Ану Синисало).